# Plaquette Herman Elteschool
De Plaquette Herman Elteschool is een oorlogsmonumentje in Amsterdam-Zuid.
Deze plaquette werd op 13 maart 2012 onthuld. Ze werd geplaatst ter nagedachtenis aan de tijdens de Tweede Wereldoorlog weggevoerde en omgebrachte Joodse onderwijzers en leerlingen van de Herman Elteschool. 
Deze school was voortgekomen uit de door Herman Elte in 1874 opgerichte privéschool voor algemeen onderwijs, maar toch vooral bedoeld voor Joods onderwijs. De eerste school met die naam stond aan de Nieuwe Achtergracht 123. De school moest daar in de zomer van 1935 vertrekken en kon zich vestigen in een gerestaureerd (onder andere een betonnen vloer in het gymlokaal) schoolgebouw uit 1901 aan de Van Ostadestraat 203. De school kreeg in de beginjaren van de Tweede Wereldoorlog nog een toeloop aan leerlingen te verwerken omdat het nazi-regime verbood dat Joodse kinderen les kregen aan niet-Joodse scholen. Tegelijkertijd werden kinderen van andere gezindten verplicht elders les te volgen; het werd dus een school voor Joods Lager Onderwijs.
De plaquette is van zwart natuursteen en vermeldt de volgende tekst (na onderwijs staat een Hebreeuwse tekst):
1940 1945
TER NAGEDACHTENIS
AAN DE OMGEBRACHTE
ONDERWIJZERS
EN
LEERLINGEN
VAN DE
HERMAN ELTESCHOOL
VOOR JOODS LAGER ONDERWIJS
WIJ WILLEN HEN NIET VERGETEN'
Na de oorlog werd de Albertingk Thijmschool, een daltonschool, in het gebouw gevestigd.